# Pogrzeb Jerzego Popiełuszki

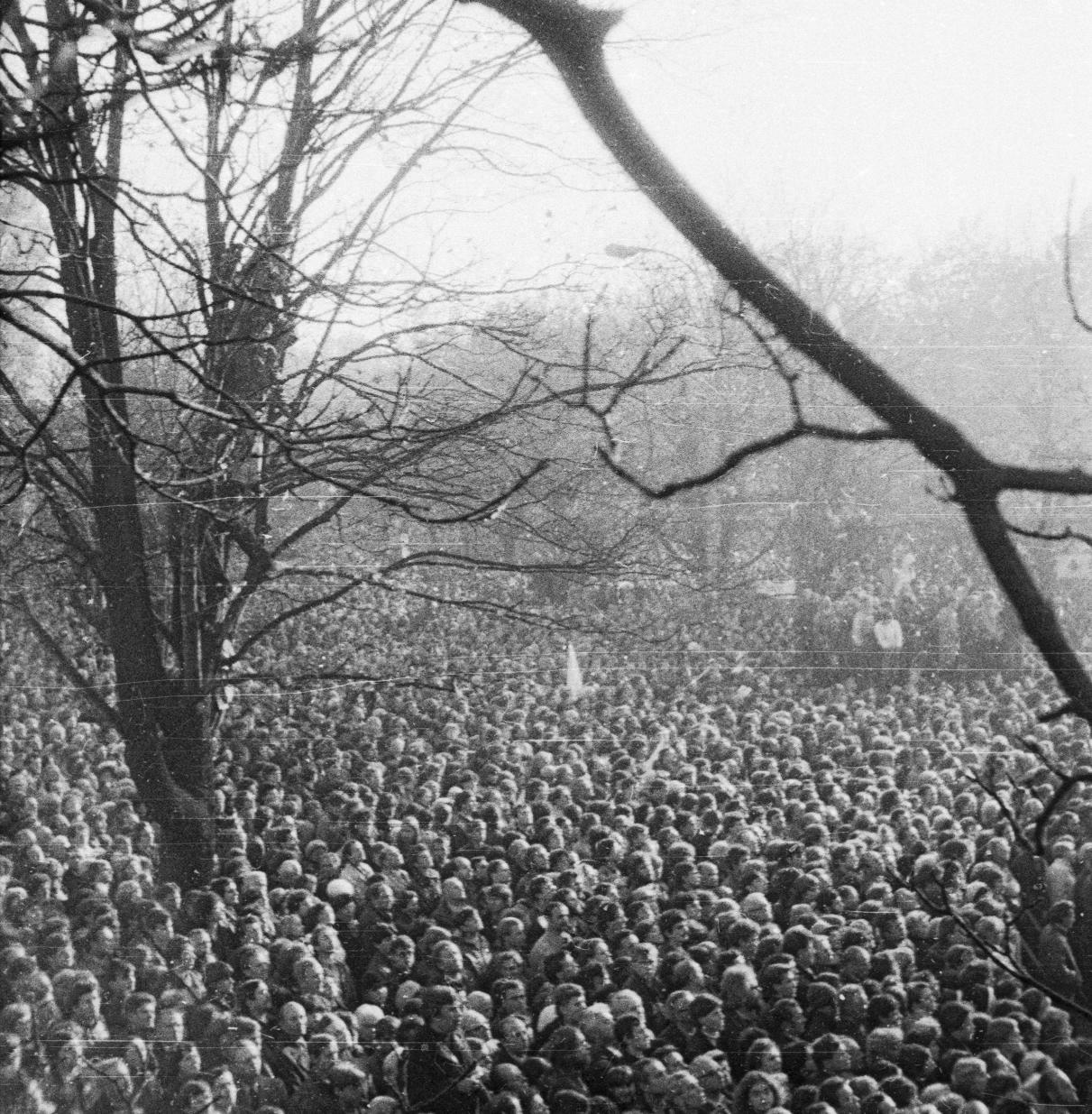
Tłum przed kościołem św. Stanisława Kostki

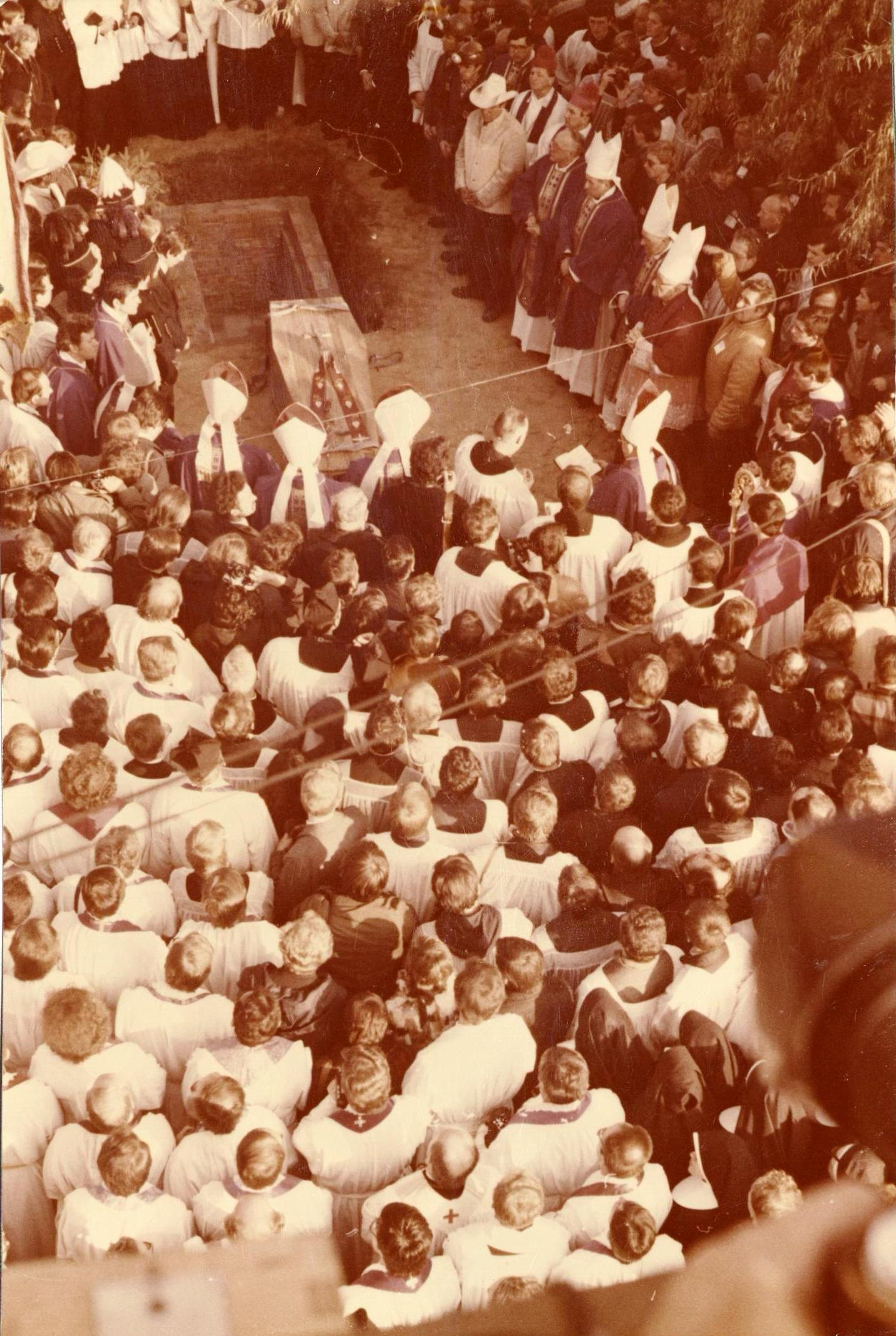
Trumna przed pochówkiem

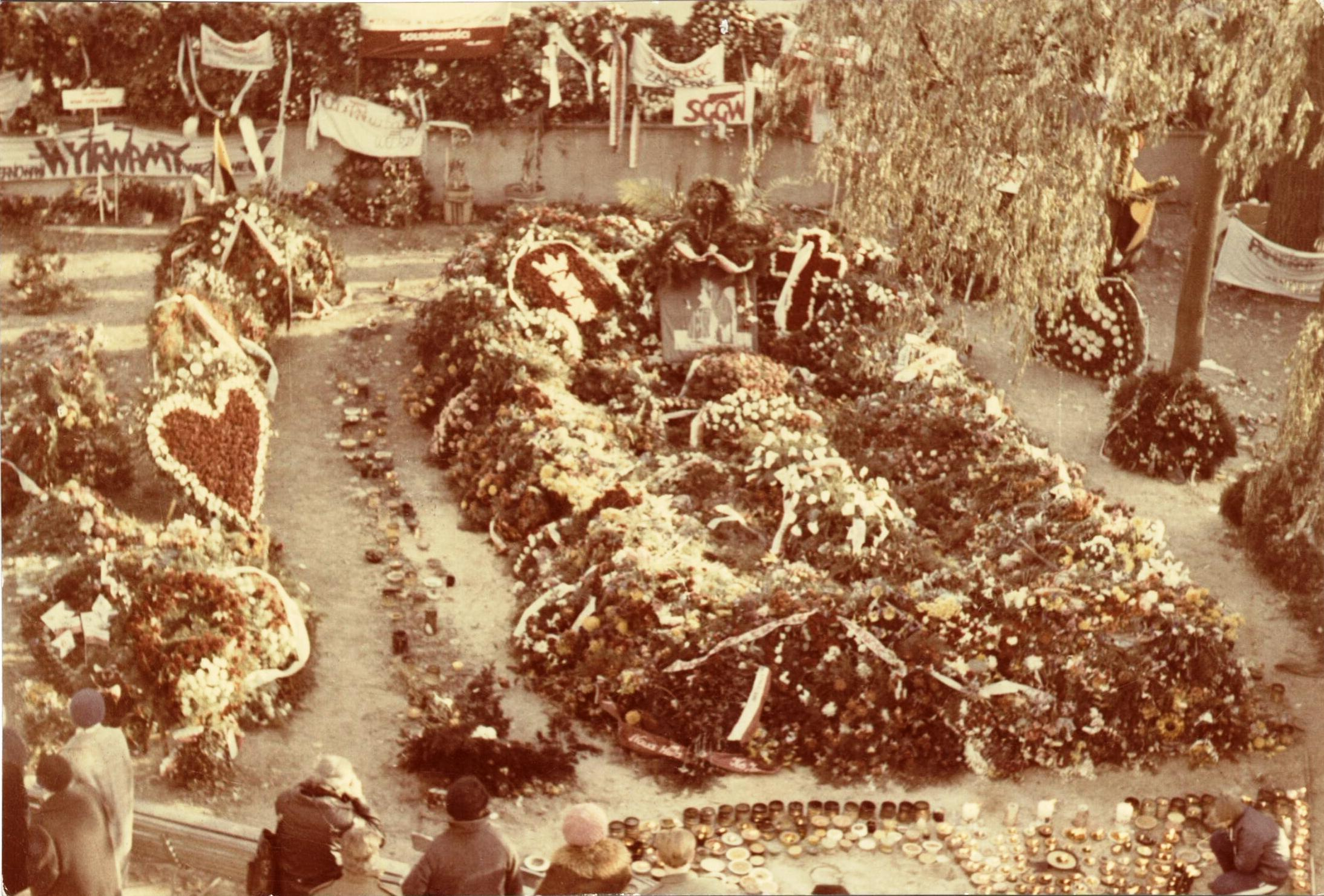
Grób w dniu pogrzebu

Uroczystości pogrzebowe Jerzego Popiełuszki odbyły się w sobotę, 3 listopada 1984 roku w Warszawie, na Żoliborzu, w kościele św. Stanisława Kostki. Pogrzeb, który zgromadził między 600 tysięcy a milionem osób, stał się wielką manifestacją antykomunistyczną. Dane SB zaniżyły liczbę do 100 tysięcy. Milicja początkowo podawała nawet liczbę jedynie 10-14 tysięcy.

## Okoliczności śmierci
Od kwietnia 1982 r. ks. Jerzy był narażony na rozliczne szykany, był bowiem „w aktywnym zainteresowaniu” SB. Przeprowadzono kilka nieudanych prób zamordowania. Ostatecznie 19 października funkcjonariusze Służby Bezpieczeństwa porwali kapłana i po licznych torturach zamordowali. 30 października 1984 roku z zalewu na Wiśle koło Włocławka wyłowiono jego zwłoki, skąd w nocy z 30 na 31 października przewieziono je potajemnie do Zakładu Medycyny Sądowej w Białymstoku.
Lekarze spisujący protokół oględzin stwierdzili: „Zwłoki zawinięte w worek foliowy obwiązany w krzyż, końcówki sznura zawiązane są na węzeł zabezpieczony plombą. Zwłoki ubrane w czarne spodnie zabrudzone ziemią na całej powierzchni, sutanna koloru czarnego podwinięta do pasa. Do obu nóg przywiązany jest worek jutowy, w którym znajdują się kamienie. Przywiązany jest w ten sposób, że białym, plastikowym sznurem skręconym z kilku włókien przywiązany jest do obu nóg w ten sam sposób, że końcówki sznura wzdłuż pleców biegną do szyi”.
Informację o znalezieniu ciała ks. Jerzego po raz pierwszy ogłosił wiernym 30 października po wieczornej mszy w kościele świętego Stanisława Kostki ks. Jerzy Przekaziński. Powiedział: „Kochani bracia i siostry, dziś w wodach zalewu we Włocławku odnaleziono księdza...”. Nie dokończył. W kościele wybuchł ogromny płacz, jęk, krzyk, szloch, ludzie padali na kolana. Nie udało się zaintonować pieśni Któryś za nas cierpiał rany.
Uspokoić zebranych próbowali ksiądz Antoni Lewek i ksiądz Feliks Folejewski, który mówił: „Bracie Jerzy, który jesteś przed Bogiem, który jesteś przed Bogiem i Matką Niepokalaną, którą umiłowałeś i dlatego nie ze starości, ale z miłości umarłeś, czyli żyjesz, bo miłość się nie kończy (...) za twoim wstawiennictwem, męczenniku prawdy i miłości... kochani, czy my sobie zdajemy sprawę z wydarzenia. (...) Owoc! Ludzie drodzy! Jeśli żyjemy, to jest ziarno rzucone w ziemię. To jest błogosławieństwo, bo głupim zdawało się, że umarł”.
Zebranych w kościele poproszono, by 3 razy odmówili: ...I odpuść nam nasze winy, jako i my odpuszczamy naszym winowajcom.

## Przygotowania do pogrzebu

### Białystok
2 listopada 1984 r. koło południa ks. Cezary Potocki, kanclerz Kurii Biskupiej w Białymstoku, poprosił przełożoną sióstr szarytek Barbarę Lisowską o trzy siostry, które uczestniczyłyby jako świadkowie w ubieraniu do trumny ciała zamordowanego śp. księdza Jerzego. Ciało zidentyfikował brat. Do ręki włożono mu krzyż z pasyjką i różaniec, który otrzymał od Jana Pawła II, a także trzy znaczki: z wizerunkiem Matki Bożej Częstochowskiej na tle biało-czerwonej flagi, z napisem „Solidarność” na tle orła oraz z wizerunkiem kościoła świętego Stanisława Kostki. Na czerwonym ornacie położono drewniany krzyż, a ręce obwiązano białym różańcem. Siostra Barbara Lisowska, uczestniczka wydarzeń, wspomina: „Ubranego zamordowanego kapłana przewieziono do kolejnego pomieszczenia, gdzie czekali księża z parafii katedralnej z ks. Antonim Lićwinką, proboszczem. Tam włożono ciało do podwójnej trumny, drewnianej i metalowej i przewieziono do kaplicy na ostatnie pożegnanie przez najbliższą rodzinę i rodziców kapłana. W kaplicy byli rodzice księdza, rodzeństwo, krewni, oraz ksiądz biskup Edward Kisiel i księża. Najbardziej zapamiętałam zachowanie i postawę Marii Popiełuszko, mamy ks. Jerzego. Patrząc na nią, wyobrażałam sobie Matkę Bożą przyjmującą Ciało umęczonego Syna Jezusa. Po krótkim żałobnym nabożeństwie zamknięto i opieczętowano trumnę. Księża wzięli ją na swoje ramiona i skierowali się ku wyjściu. Jednak, gdy tylko uchylono drzwi wyjściowe, ludzie w jednej chwili przejęli trumnę i nieśli wysoko rękach. Zapalone znicze i rozłożone kwiaty tworzyły aleję wyjazdową. Białostoccy taksówkarze przy włączonych klaksonach odprowadzali księdza Jerzego. Taksówkom nie było końca. Klaksony rozbrzmiewały na cały Białystok i okolice. Wszyscy białostocczanie dowiedzieli się prawdy. Dzieląc się przeżyciami we wspólnocie, wyraziłyśmy przekonanie, że ksiądz Jerzy Popiełuszko jest męczennikiem i nie trzeba modlić się za niego, lecz do niego”.

### Warszawa
Władze komunistyczne nalegały, żeby pochować go w rodzinnej parafii, Suchowoli pod Dąbrową Białostocką. Pojawił się pomysł pochowania kapłana na Powązkach. Miejsce przyszłego pochówku było już nawet oglądane przez kard. Glempa. Pod naciskiem modlących się ludzi, po spotkaniu z matką księdza Jerzego, Marianną Popiełuszko, prymas zmienił zdanie i ostatecznie za miejsce pochówku wyznaczono plac przy kościele św. Stanisława Kostki.
Przygotowania do pogrzebu zaczęły się w nocy 2 listopada. Na trawniku przed kościołem ustawiono konfesjonały, gdzie ustawiały się kolejki do spowiedzi. Osobna kolejka prowadziła do wnętrza kościoła, gdzie tłum napierał by choć na chwilę zatrzymać się przed trumną.
Około godziny 5 nad ranem wyproszono ludzi, otwarto trumnę, by ją zalutować. Przy zmasakrowanych zwłokach byli obecni jedynie troje hutników i rodzice i rodzeństwo ks. Popiełuszki. O świcie dębową trumnę wyniesiono przed kościół. Została przykryta biało-czerwoną flagą, a na niej kielich mszalny i czerwona stuła.

## Uroczystości pogrzebowe

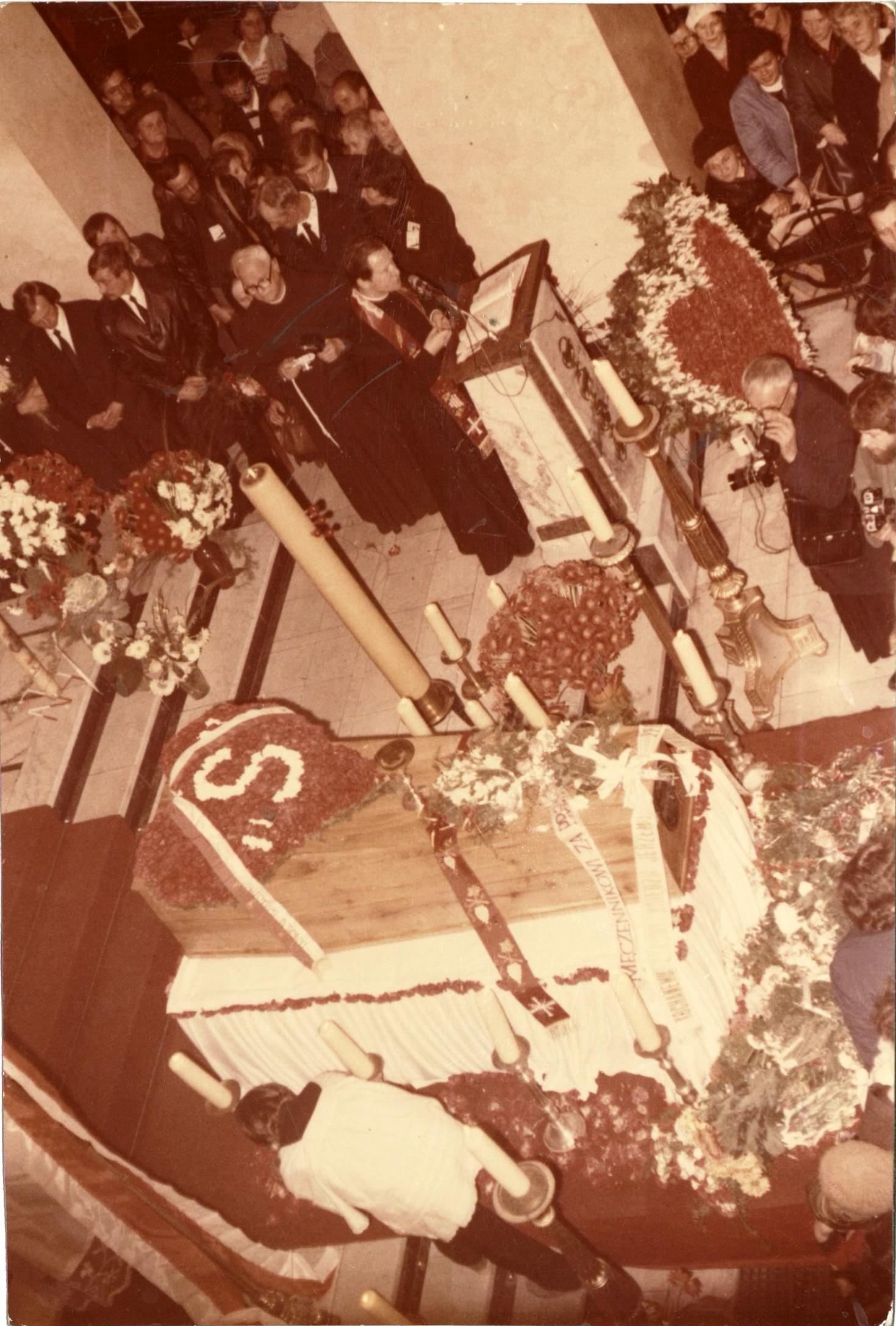
Trumna

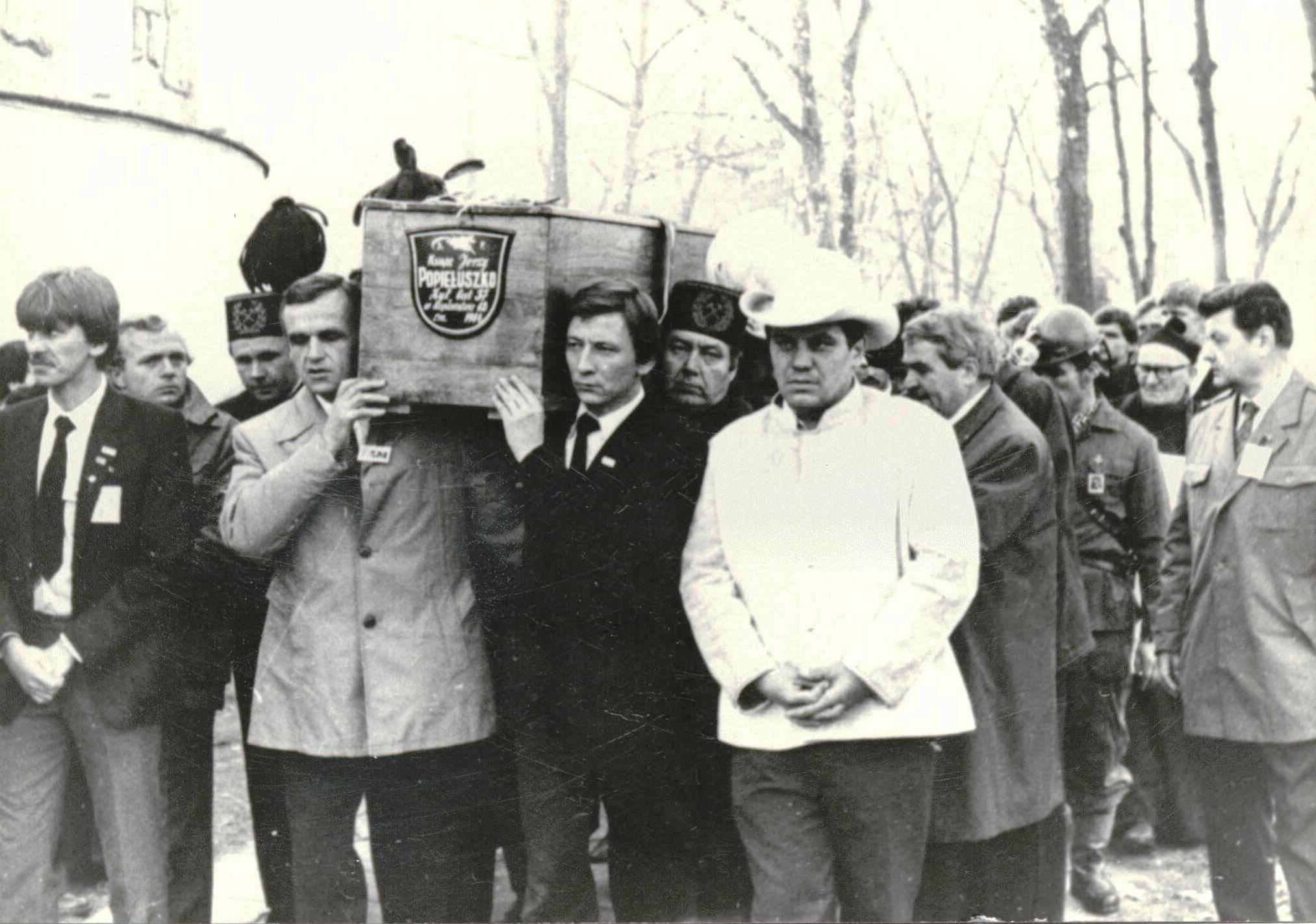
Przeniesienie trumny do grobu. W pierwszym rzędzie trumnę niesie kierowca, Waldemar Chrostowski, wobec którego w późniejszym czasie wysunięto oskarżenia o zdradę i współpracę z SB

Według Milicji Obywatelskiej w pogrzebie wzięło udział od 10 do 100 tysięcy osób. Liczba ta celowo była zaniżana, by przyćmić prawdziwy rozmiar wydarzenia. W pogrzebie uczestniczyło – według różnych źródeł – od pół miliona do miliona osób. Tłum opanował nie tylko plac przykościelny, ale i wszystkie okoliczne uliczki i ulice, w tym sporych rozmiarów plac Komuny Paryskiej (współcześnie plac Wilsona).
W ceremonii wzięli udział prymas Polski Józef Glemp, mszę żałobną koncelebrowało dwunastu księży przy ołtarzu, lecz obecnych było kilkaset księży. Kazanie wygłosił kard. Glemp. Stwierdził w nim: „Odpuszczamy wszystkim winowajcom, którzy z przekonania lub na rozkaz zadali bliźnim krzywdy. Odpuszczamy zabójcom ks. Popiełuszki. Nie mamy do nikogo nienawiści. (...) Być może była potrzebna ofiara życia, aby odkryły się utajone mechanizmy zła, aby wyzwoliły się silniej pragnienia dobra, szczerości, zaufania”.
W trakcie mszy głos zabierali dodatkowo:
- ks. Ryszard Rumianek wicerektor Wyższego Seminarium Duchownego w Warszawie, który stwierdził: „odchodzi jako bohater narodowy, wchodzący do naszej historii”
- inż. Karol Szadurski, przedstawiciel Huty „Warszawa”, który stwierdził: „...ks. Jerzy słyszał, jak biją dzwony wolności, słyszał, jak modlą się serca nasze...Twoja arka Solidarności serc płynie z nami dalej, wiodąc nas coraz więcej. Niech Pan Bóg przyjmie cię do grona męczenników polskich za Ojczyznę. Cierpiałeś dla niej – Ty już zwyciężyłeś w Chrystusie...”
- Marian Jabłoński, lekarz, który działał w duszpasterstwie służby zdrowia prowadzonym przez ks. Popiełuszkę, stwierdził: „...przypominałeś deptaną dziś przysięgę Hipokratesa [...], podkreślałeś, że nieposzanowanie życia łamie podstawowe prawo naturalne, powszechnie obowiązujące i kategorycznie »Nie zabijaj«. (...) Czy możemy więc ślubować raz jeszcze, że zrobimy wszystko, co w naszej mocy, aby Polska ziemia nie była plamiona krwią braci naszych? Szlachetni Polacy, czy będziecie mieli odwagę ślubować...”.
- Elżbieta Morawska, pielęgniarka, podkreśliła dużą rolę ks. Popiełuszki w działalności duszpasterskiej w środowisku pielęgniarek.
- ks. Teofil Bogucki, proboszcz parafii św. Stanisława Kostki, nawiązał w swoim przemówieniu do działalności ks. Popiełuszki, do wprowadzonych przed trzema laty uroczystych mszy „za Ojczyznę” i podziękował Bogu, że pozwolił wziąć mu udział w ostatniej ziemskiej drodze ks. Jerzego, jego powiernika i współpracownika.
- Andrzej Szczepkowski, były prezes Związku Artystów Scen Polskich, który stwierdził: „...ohydę tej nikczemnej zbrodni powiększa fakt, że ów współczesny Kain wyzuty jest nie tylko z wszelkich ludzkich uczuć, ale też z polskiej wyobraźni, przeżarty kłamstwem i nienawiścią nie wie, że zadany skrytobójczo cios zapewni temu młodemu kapłanowi, nieustraszonemu kapłanowi wejście do triumfalnego grona polskich męczenników i wielkie nad grobem zwycięstwo, że już nad jego rodakami na zawsze zwycięży ta siła fatalna, co mu żywemu na nic, tylko czoło zdobi, ale ich winnych hańby będzie gniotła ta sama niewidzialna siła, która sprawiała, że po każdej mszy św. odprawianej przez niego w intencji naszej Ojczyzny wychodziliśmy zawsze z tej świątyni bogatsi o ten czysty ton, który był mu dany od Boga...”
- Lech Wałęsa, przewodniczący NSZZ „Solidarność”[7] powiedział: „...Wyznaczył mnie los, abym też pożegnał w paru słowach ks. Jerzego. Ofiara tej zbrodni prosi, żąda, zobowiązuje. Jednocześnie ofiara tej zbrodni prosi, żąda na dziś, prosi, żąda, zobowiązuje na jutro. Zgodnie z nauką i tym, co głosił ks. Jerzy, wiemy, że dziś żąda i prosi, żebyśmy pokazali, co z jego lekcji zostało... Padł ks. Jerzy ofiarą krwawej przemocy i nienawiści, której przeciwstawiał zawsze dobro i prawdę... Od sierpnia 1980 roku po ostatnie chwile swojego życia, od Huty Warszawa po Gdańsk, Bytom i Jasną Górę, i tyle jeszcze polskich miejsc świętych, aż po Bydgoszcz towarzyszył „Solidarności”, głosząc Słowo Boże i nauki Ojca Świętego, prowadząc nieustającą modlitwę w intencji Ojczyzny. Polska, która ma takich kapłanów i lud ofiarny, wierny, solidarny, nie zginęła i nie zginie. Żegnamy Cię, sługo boży, przyrzekając, że nie ugniemy się nigdy przed przemocą, że będziemy solidarni w służbie Ojczyźnie, że prawdą na kłamstwo, dobrem na zło będziemy odpowiadać. Żegnamy cię w skupieniu, z godnością i nadzieją na sprawiedliwy pokój społeczny w Ojczyźnie naszej. Spoczywaj w spokoju. »Solidarność« żyje, bo ty oddałeś za nią swoje życie...”.

Zanotowano obecność także działaczy opozycji: Andrzeja Gwiazdy, Bronisława Geremka, Seweryna Jaworskiego, Jana Kułaja, Jacka Kuronia, Leszka Moczulskiego, Zbigniewa Romaszewskiego, Henryka Wujca, Andrzeja Wajdy. Pojawili się także zachodni dyplomaci, m.in. chargé d’affaires ambasad Stanów Zjednoczonych i Francji, ambasadorowie Wielkiej Brytanii, Kanady, Szwecji i Belgii. W kościele św. Stanisława Kostki zgromadzili się wszyscy akredytowani stali korespondenci, a także „dziennikarze czasowi” w liczbie około stu osób.

## Transparenty

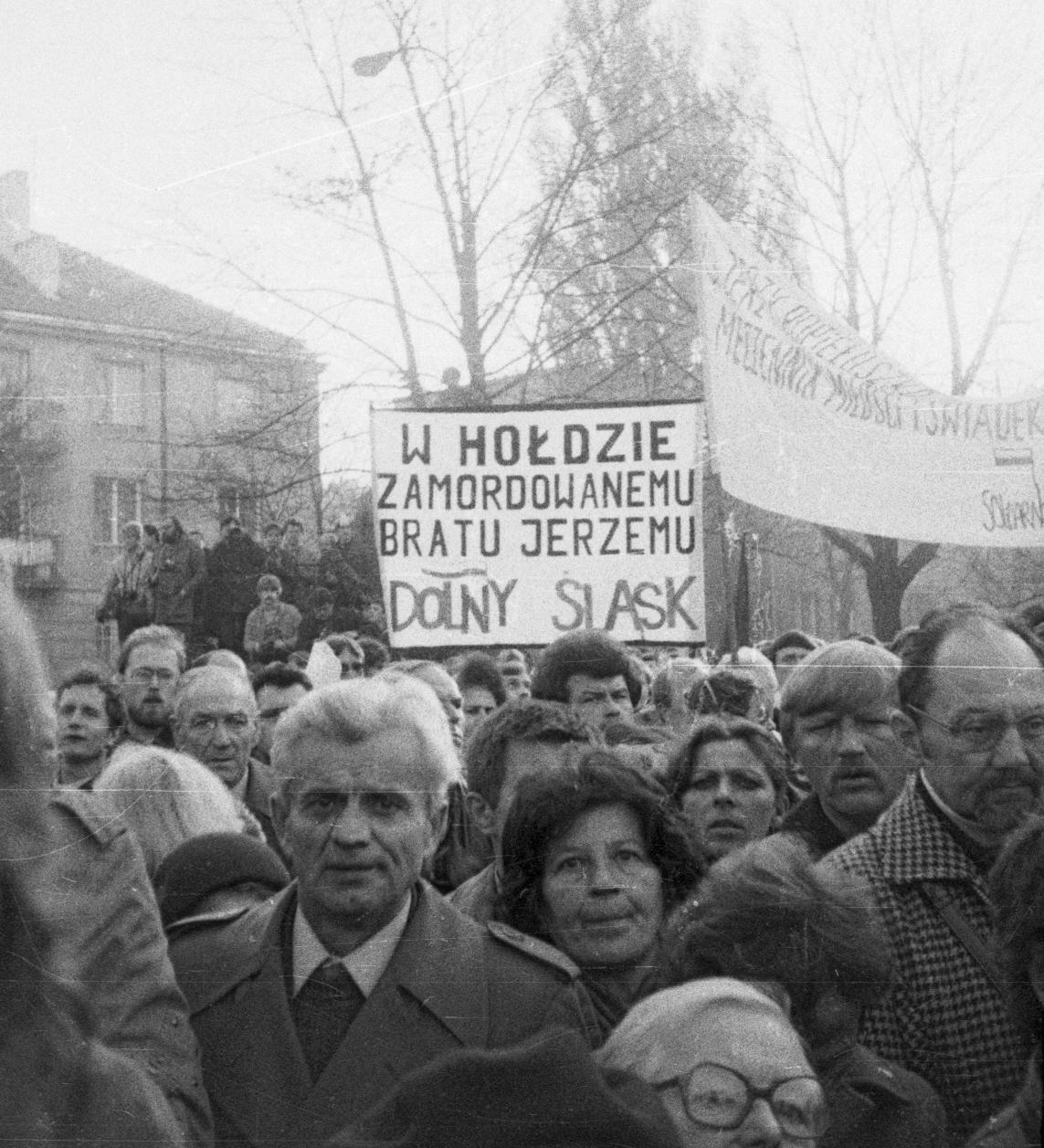
Transparenty

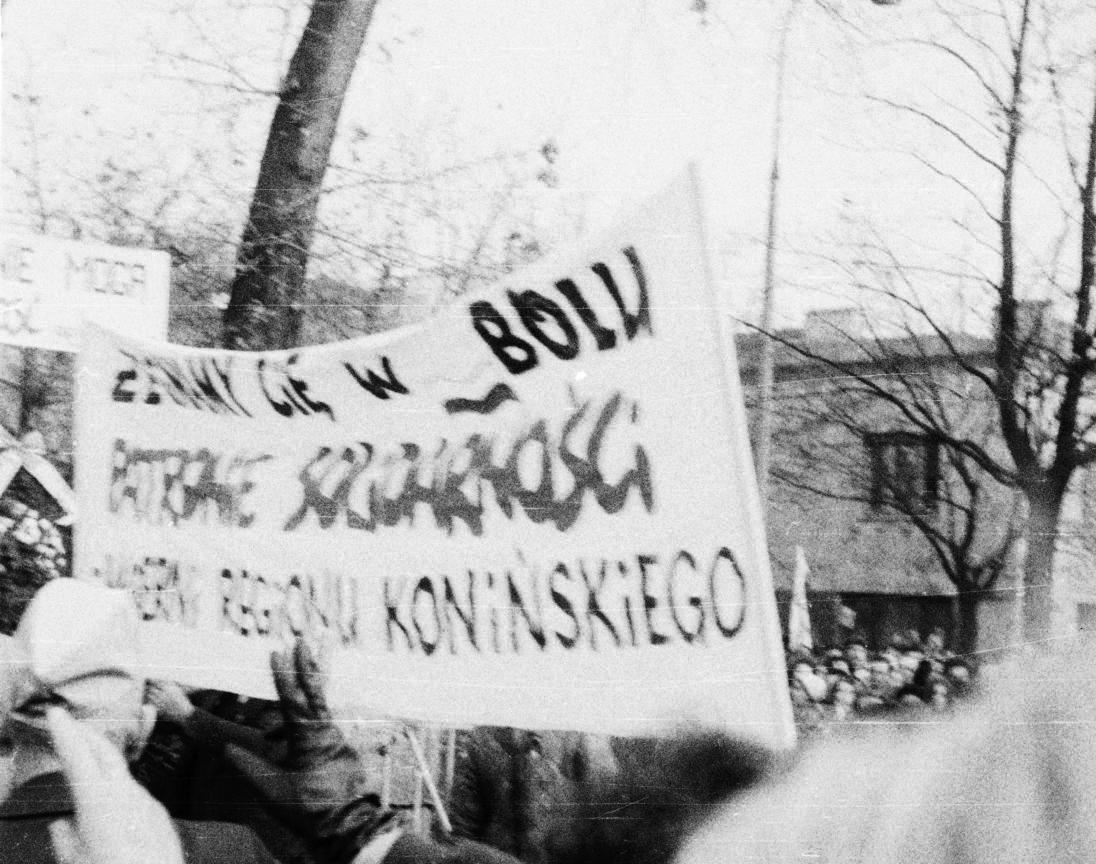
Transparenty

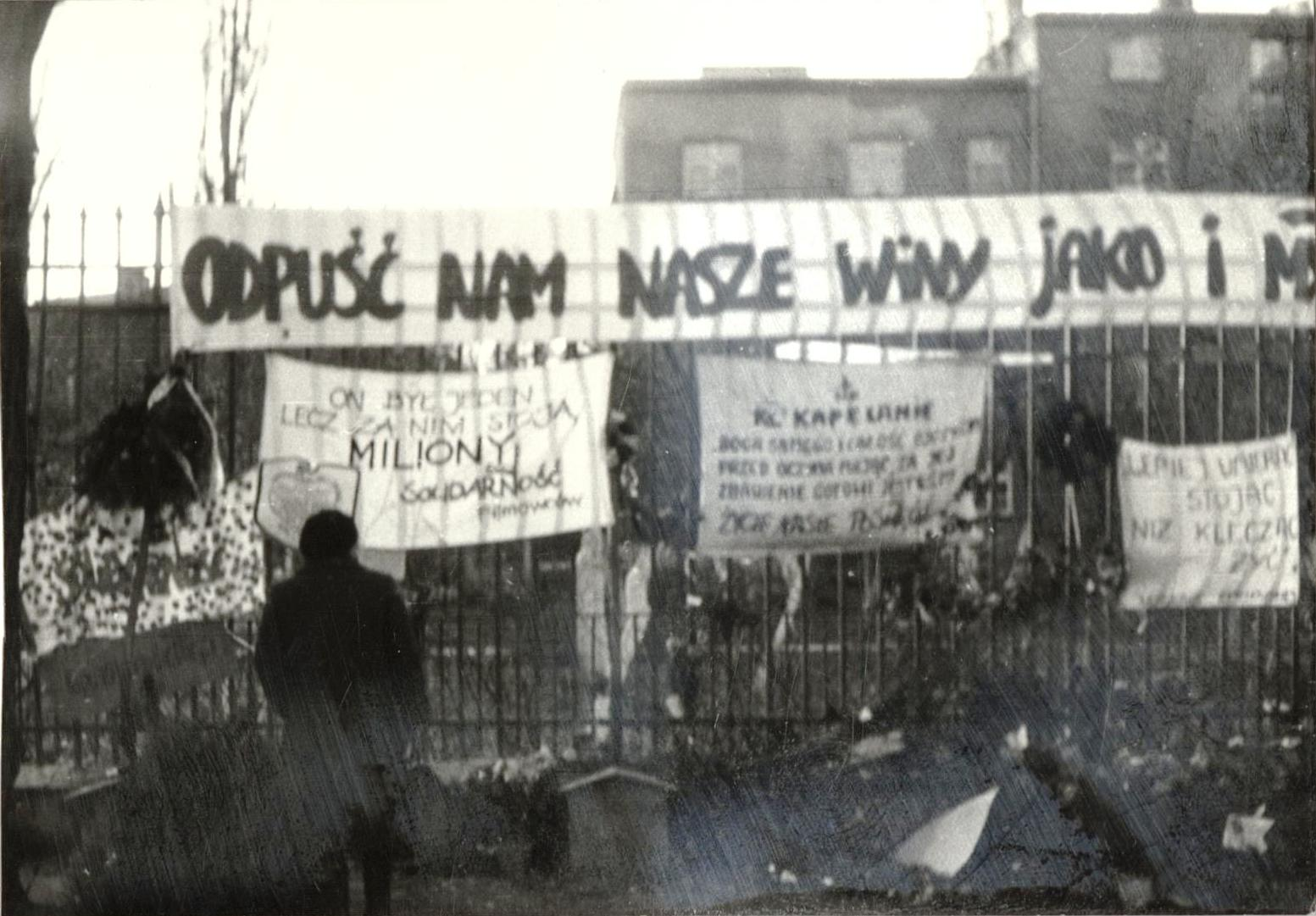
Transparenty

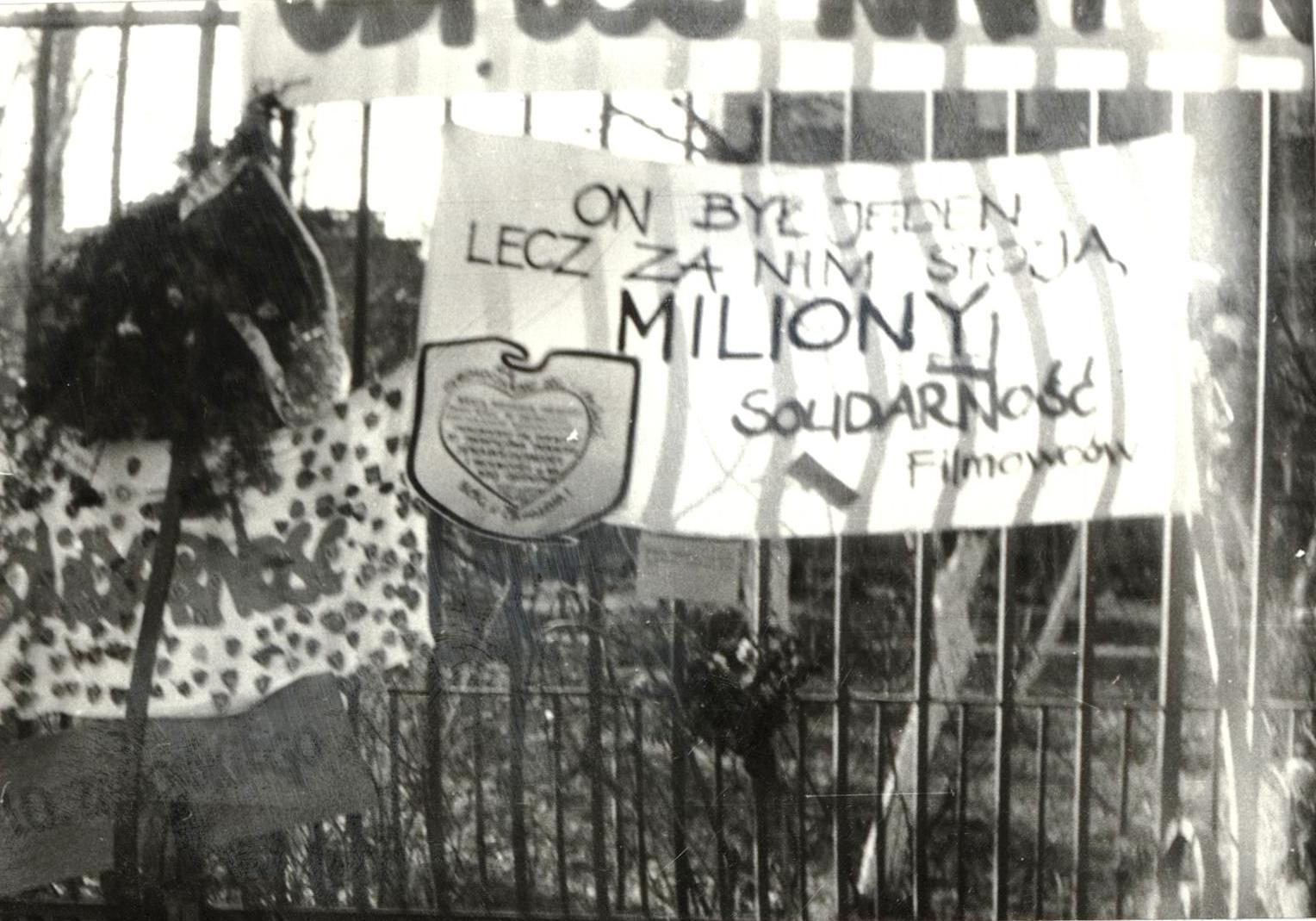
Transparenty

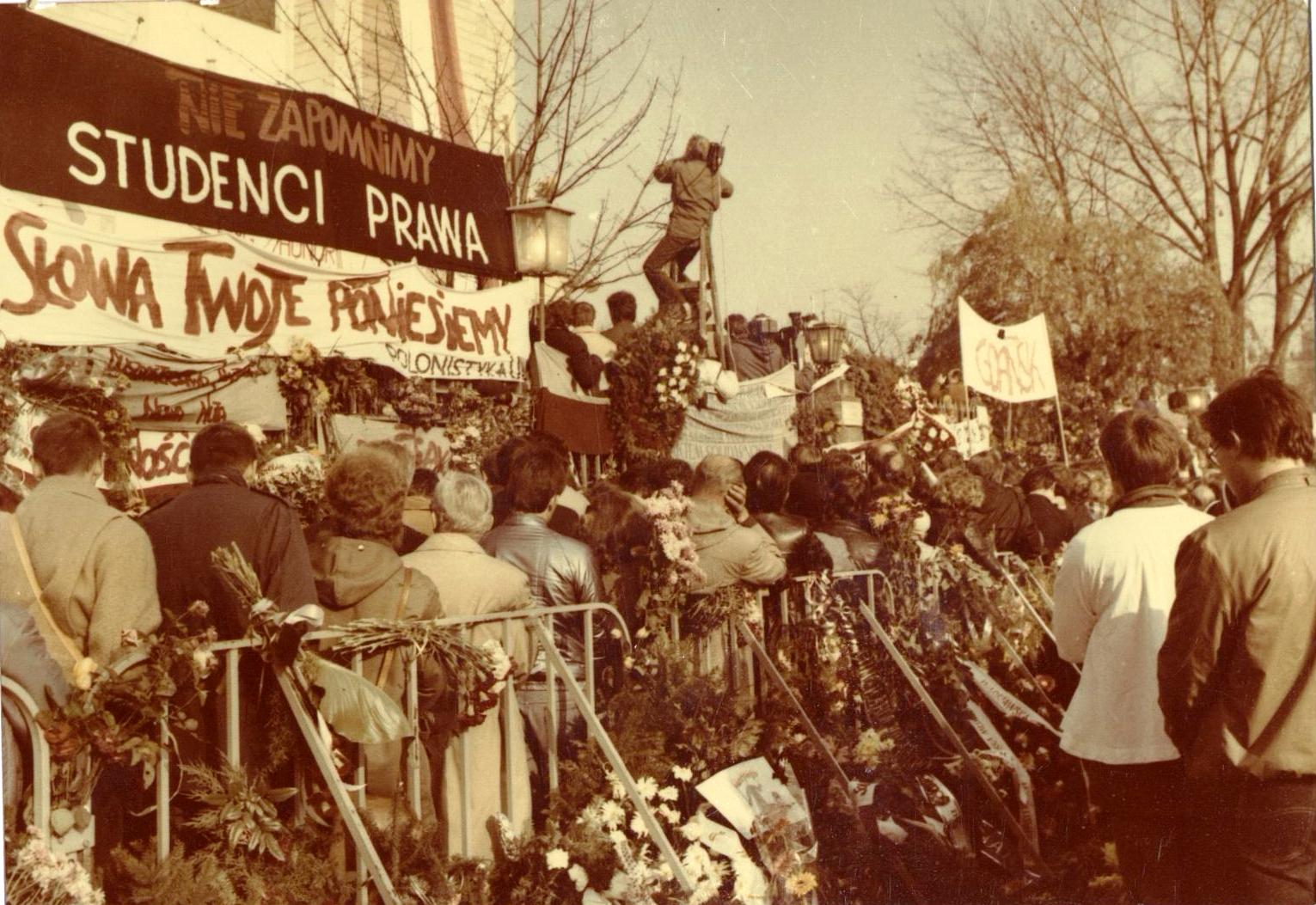
Transparenty

Szczególną uwagę dyplomatów i korespondentów zagranicznych przykuła ogromna ilość symboli „Solidarności” manifestujących się jawnie w czasie uroczystości. Na piersiach tysięcy ludzi znalazły się plakietki „Solidarności”. Nad trumną księdza Jerzego pochyliło się ok. 40. sztandarów zakładów robotniczych, wyższych uczelni, fabryk i instytucji. Nad głowami zgromadzonych i na ogrodzeniu placu kościelnego widnieją setki pisanych charakterystycznym liternictwem transparentów i haseł:

- „Zło, Dobrem zwyciężaj”
- „Łódź żegna ks. Jerzego – Apostoła »Solidarności«”
- „Księże Jerzy – Huta z Tobą”
- „Nigdy nie pokonają Ciebie i narodu – »Solidarność« Głogów”
- „Żołnierze Armii Krajowej kół kombatanckich »Solidarności« czuwają!”
- „Filmowcy”
- „SGGW”
- „Mordom politycznym – nie!”
- „Lecz duszy zabić nie mogą – »Solidarność« Przasnysza”
- „Słowa Twoje poniesiemy – Polonistyka UW”
- „Nie zapomnimy – studenci prawa”
- „Zostaniesz zawsze z nami – »Solidarność« FSO”
- „O Panie, skróć ten miecz, co siecze kraj ... – »S« Starachowice”
- „Ks. Jerzy, żegna Cię Pomorze Zachodnie – NSZZ »S«”
- „Ksiądz Jerzy – świętym Jerzym naszych czasów” – XIII Drużyna Harcerska”
- „»Solidarność« Węgrów”, oraz obok „Węgrzy solidarni”
- „Do wolności i niepodległości przez krzyż i ciepienie »Solidarność«”
- „Lecz duszy zabić nie można »Solidarność«”
- „»Solidarność« Zakopane”
- „Bóg uznał Go za godnego Siebie i przyjął jako całopalną ofiarę – Wspólnota Ruchu Światło – Życie”
- „Nie zejdziemy z drogi, której nas uczyłeś – Nowa Huta”
- „Wyrwano nam serce, lecz nie oddamy duszy – »Solidarność« Polkolor”
- „Możesz go zabić – narodzi się nowy”
- „Ugiął kolana tylko przed Bogiem”
- „Przybyliśmy, aby wziąć udział w tym pogrzebie. Grupa niewierzących”.

## Działanie władz państwowych
Służba Bezpieczeństwa prowadziła działania operacyjne w całym kraju. Ich głównym celem było zmniejszenie frekwencji na pogrzebie, stąd próby uniemożliwiania chętnym wyjazdów do Warszawy. W tym celu stosowano prewencyjnie zatrzymania na 48 godzin, oraz drogowe patrole, których zadaniem było wychwytywanie osób jadących na uroczystości i utrudnianie im (pod pozorem kontroli drogowych) dojazdu. W efekcie wielu działaczom opozycji nie udało się dotrzeć na miejsce.
Po zakończeniu pogrzebu, który oceniono jako spokojny i „przebiegający bez zakłóceń”, odnotowano szybki wyjazd prymasa oraz formowanie się grup liczących od 2 do 10 tys. osób, które rozchodziły się w różnych kierunkach stolicy, śpiewając pieśni kościelne i skandując: „Chodźcie z nami”, „Rzućcie pały – przebaczymy”, „My chcemy Lecha, nie Wojciecha i Bujaka, nie Kiszczaka”. W przypadku ludzi udających się w stronę centrum zastosowano działania zaporowe, w efekcie czego bez użycia „środków przymusu bezpośredniego”– jak podkreślano – udało się u zbiegu ulic Marszałkowskiej i Królewskiej doprowadzić do rozbicia zgromadzonych na mniejsze grupy.

## Kondolencje
Na wieść o tragicznej śmierci kapelana „Solidarności” listy i telegramy napływały z całego świata. Przesłali je hierarchowie kościoła z całego świata, m.in. kard. Joseph Höffner z Kolonii, przewodniczący Episkopatu Niemiec, kard. John Krol z Filadelfii, bp John M. Sherlock z Londynu. Przyłączyli się także przedstawiciele innych kościołów chrześcijańskich Robert Runcie z Arcybiskup Canterbury, abp Kościoła Anglikańskiego, Bazyli, prawosławny metropolita Warszawy i całej Polski, konsystorz kościoła ewangelicko-reformowanego. Listy do prymasa przesłał także Zarząd Związku Buddystów z Warszawy Zen „Sangha”.
Sprawa zabójstwa ks. Jerzego była także obiektem zainteresowania Stolicy Apostolskiej, skąd płynęły zapewnienia o jedności w bólu i modlitwie z rodakami i całym Kościołem w Polsce. Jan Paweł II wyraził także przekonanie, że ks. Popiełuszko to męczennik za wiarę.
Wśród polityków jako pierwszy zareagował Ronald Reagan, prezydent Stanów Zjednoczonych. Stwierdził on, że „duch ojca Popiełuszki żyje nadal, a sumienie świata nie spocznie, dopóki sprawcy tego haniebnego przestępstwa nie zostaną doprowadzeni przed wymiar sprawiedliwości”. Listy przesłali także: Giulio Andreotti, minister spraw zagranicznych Włoch, Flaminio Piccoli, przewodniczący włoskiej Chrześcijańskiej Demokracji, Adolfo Pérez Esquivel, laureat pokojowej Nagrody Nobla z 1980 r, koordynator Służby Pokoju i Sprawiedliwości.
Rada Robotnicza Huty Warszawa na znak żałoby w dniach 2, 3 i 4 listopada br. przy bramie głównej oraz przy wydziałach huty flagi hutnicze zostały przewiązane kirem i opuszczone do połowy masztów.